# 너 또한 별이 되어
너 또한 별이 되어는 1975년 공개된 대한민국의 영화이다.

## 배역
- 신성일
- 우연정
- 윤유선
- 이영옥
- 이영호
- 이순재
- 신구
- 황남희
- 김미영
- 문회원
- 이금옥